# Saint-Sylvestre-sur-Lot
Saint-Sylvestre-sur-Lot is een gemeente in het Franse departement Lot-et-Garonne (regio Nouvelle-Aquitaine). De plaats maakt deel uit van het arrondissement Villeneuve-sur-Lot. Saint-Sylvestre-sur-Lot telde op 1 januari 2022 2.388 inwoners.

## Geografie
De oppervlakte van Saint-Sylvestre-sur-Lot bedroeg op 1 januari 2022 21,27 vierkante kilometer; de bevolkingsdichtheid was toen 112,3 inwoners per km².

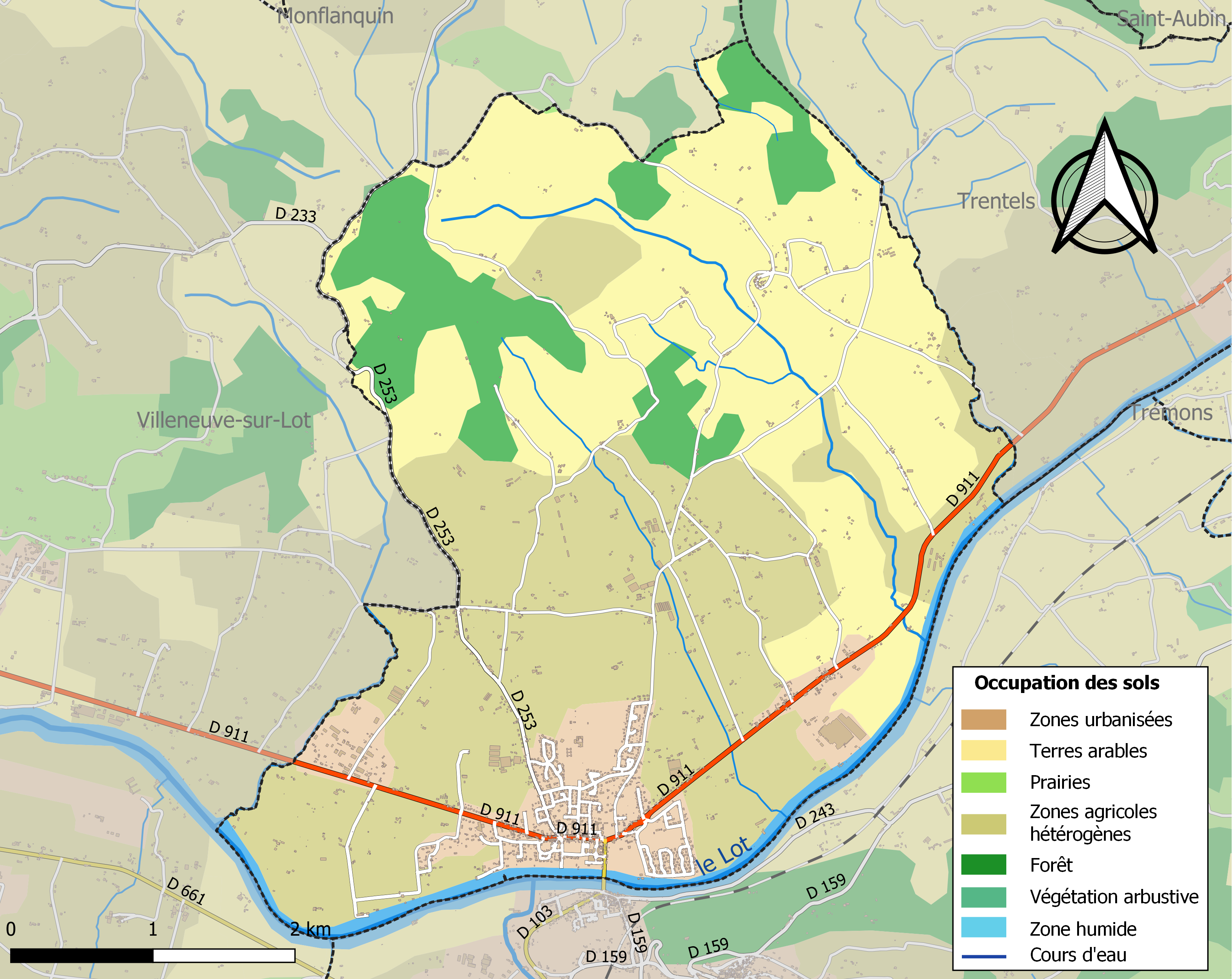
Kaart van de gemeente met de belangrijkste infrastructuur, bodemgebruik en omliggende gemeenten

## Demografie
Onderstaande figuur toont het verloop van het inwonertal (bron: INSEE-tellingen).